# Monarchie néo-zélandaise
La monarchie néo-zélandaise est le régime politique en vigueur dans le royaume de Nouvelle-Zélande, dont le chef d'État est un monarque désigné selon le principe héréditaire. Le monarque actuel, Charles III, est monté sur le trône le 8 septembre 2022 à la mort de sa mère, Élisabeth II, qui régnait depuis 1952. En tant que tel, il occupe de jure la position de chef de l'État et détient quelques pouvoirs qui lui sont propres. Cependant, comme le roi demeure au Royaume-Uni, il délègue la plupart de ses fonctions au gouverneur général de Nouvelle-Zélande (actuellement Dame Cindy Kiro), parfois considéré comme le chef d’État de facto.
Le royaume de Nouvelle-Zélande comprend la Nouvelle-Zélande proprement dite, Tokelau et la dépendance de Ross ainsi que les territoires autonomes des Îles Cook et Niue. En outre, le monarque néo-zélandais règne également sur quatorze autres royaumes, appelés royaumes du Commonwealth, tous indépendants les uns des autres. Charles III est ainsi spécifiquement titré « roi de Nouvelle-Zélande » et, comme pour ses autres Couronnes, il porte l'ordinal III, bien que Charles Ier et Charles II n'aient pas régné sur la Nouvelle-Zélande. L'actuel héritier du trône est le fils aîné de Charles III, le prince William.
En Nouvelle-Zélande, il existe également une monarchie maorie purement honorifique, qui coexiste sans conflit avec la monarchie néo-zélandaise. La reine des Maoris est Ngā Wai Hono i te Pō, montée sur le trône le 5 septembre 2024.

## Aspects internationaux et nationaux

### Royaume du Commonwealth
Le monarque de Nouvelle-Zélande a la particularité de régner sur un total de quinze royaumes, appelés royaumes du Commonwealth, dont le Royaume-Uni, ce qui veut dire que la monarchie néo-zélandaise a un caractère à la fois distinct et partagé,. Il s'agit en effet d'États souverains indépendants les uns des autres. La monarchie est donc une institution exclusivement néo-zélandaise, bien qu'elle soit souvent assimilée à la monarchie britannique dans le langage journalistique et courant pour des raisons historiques, politiques et de commodité. En tant que chef de l'État de Nouvelle-Zélande, le souverain agit uniquement sur avis des ministres de la Couronne néo-zélandais. Depuis le Constitution Act 1986, le gouvernement du Royaume-Uni ne peut conseiller le monarque sur les questions relatives à la Nouvelle-Zélande.
Compte tenu de ces dispositions, il est considéré comme impossible pour le monarque néo-zélandais d'envoyer un ambassadeur dans un pays dont il est également le monarque, ce qui reviendrait à envoyer un ambassadeur à lui-même. Au lieu de cela, des hauts-commissaires représentent un gouvernement du Commonwealth auprès d'un autre.

### Titre du monarque
L'un des premiers exemples, après la Seconde Guerre mondiale, du statut de la Nouvelle-Zélande en tant que monarchie indépendante est la modification du titre du monarque en 1953. Pour la première fois, la Nouvelle-Zélande est mentionnée séparément du Royaume-Uni et des autres royaumes du Commonwealth, soulignant à la fois le rôle spécifique de la reine en tant que monarque de Nouvelle-Zélande et l'aspect partagé de la Couronne dans tous les royaumes. Le titre de la reine Élisabeth II est alors :
« Elizabeth the Second, by the Grace of God, of the United Kingdom, New Zealand and Her other Realms and Territories Queen, Head of the Commonwealth, Defender of the Faith. »
« Élisabeth Deux, par la grâce de Dieu, reine du Royaume-Uni, de Nouvelle-Zélande et de ses autres royaumes et territoires, chef du Commonwealth, défenseur de la foi. »
Le titre du monarque en Nouvelle-Zélande est à nouveau modifié en 1974, supprimant toute mention du Royaume-Uni. Le titre du roi Charles III est actuellement le suivant :
« Charles the Third, by the Grace of God, King of New Zealand and His Other Realms and Territories, Head of the Commonwealth, Defender of the Faith. »
« Charles Trois, par la grâce de Dieu, roi de Nouvelle-Zélande et de ses autres royaumes et territoires, chef du Commonwealth, défenseur de la foi. »
Bien que le titre néo-zélandais du monarque comprenne l'expression « défenseur de la foi », ni le monarque ni le gouverneur général n'ont de rôle religieux en Nouvelle-Zélande. C'est là une des principales différences avec le rôle du monarque au Royaume-Uni, où il est gouverneur suprême de l'Église d'Angleterre.

### Financement
La Nouvelle-Zélande ne verse pas d'argent public au monarque, que ce soit pour ses frais personnels ou pour financer les résidences royales hors du territoire néo-zélandais. Ce n'est que lorsque le monarque se trouve en Nouvelle-Zélande ou lorsqu'il représente la Nouvelle-Zélande à l'étranger que le gouvernement néo-zélandais le soutient financièrement dans l'exercice de ses fonctions. Cette règle s'applique également aux autres membres de la famille royale. En revanche, le gouvernement paie les frais liés au gouverneur général, que l'organisation Monarchy New Zealand estime à 4,3 millions de dollars par an, soit environ un dollar par habitant.

### Succession au trône

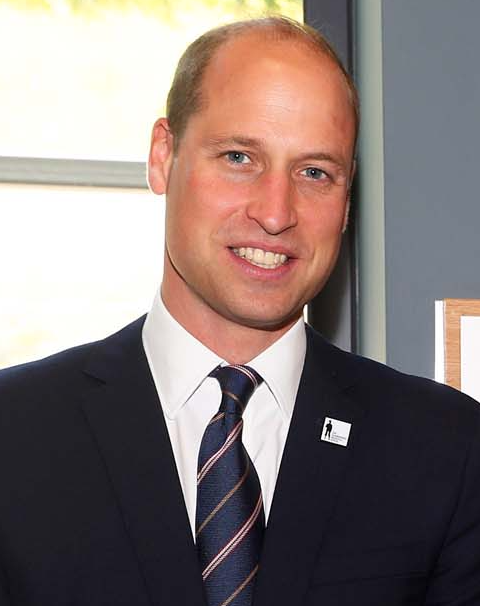
Le prince William, héritier du trône néo-zélandais.

La succession se fait par primogéniture absolue. Elle est régie par les dispositions de l'Acte de succession à la Couronne (2013), ainsi que par l'Acte d'Établissement (1701) et par la Déclaration des droits (1689). Cette législation limite la succession aux descendants naturels et légitimes de Sophie de Hanovre, à l'exclusion des catholiques. Si ces lois constitutionnelles, telles qu'elles s'appliquent à la Nouvelle-Zélande, restent sous le contrôle du Parlement britannique, le Statut de Westminster dispose que toute modification des règles de succession doit recevoir le consentement unanime des royaumes du Commonwealth. Ainsi, l'ordre de succession au trône de Nouvelle-Zélande reste identique à celui du Royaume-Uni.
Après le décès ou l'abdication d'un souverain, la coutume veut que l'accession du nouveau monarque soit proclamée publiquement dans le pays par le gouverneur général, bien que l'héritier du souverain lui succède immédiatement et automatiquement, sans qu'il soit nécessaire de le confirmer. Au terme d'une période de deuil appropriée, le souverain est couronné au Royaume-Uni, même si ce rituel n'est pas nécessaire pour qu'il puisse régner. Comme pour les modifications de l'ordre de succession au trône, le monarque n'est pas autorisé à abdiquer unilatéralement : l'abdication requiert un avis favorable de chaque royaume du Commonwealth par le bais d'une loi spéciale votée par son Parlement. Enfin, selon le Constitution Act 1986, un régent installé au Royaume-Uni exercerait également la régence pour la Nouvelle-Zélande.
Après son accession au trône, le roi Charles III est officiellement proclamé roi de Nouvelle-Zélande le 11 septembre 2022, au cours d'une cérémonie organisée à Parliament House, siège du Parlement de Nouvelle-Zélande à Wellington.

### Îles Cook, Niue et Tokelau

Élisabeth II sur une pièce de monnaie des Îles Cook.

Le monarque de Nouvelle-Zélande est également le souverain des Îles Cook et de Niue, États de facto indépendants mais non officiellement souverains et en libre association avec la Nouvelle-Zélande au sein du royaume de Nouvelle-Zélande,,. La monarchie néo-zélandaise, cependant, est unitaire dans toutes les juridictions du royaume. Les dispositions relatives à l'autonomie des Îles Cook au sein du royaume de Nouvelle-Zélande permettent au monarque d'être représenté en tant que chef d'État dans les Îles Cook par un représentant direct tandis que le gouverneur général de Nouvelle-Zélande représente le monarque dans le reste du royaume, dont Niue,,. L'administrateur du territoire des Tokelau est nommé par le ministre néo-zélandais des Affaires étrangères pour représenter le gouvernement néo-zélandais, et non le monarque personnellement.

## Personnification de l'État

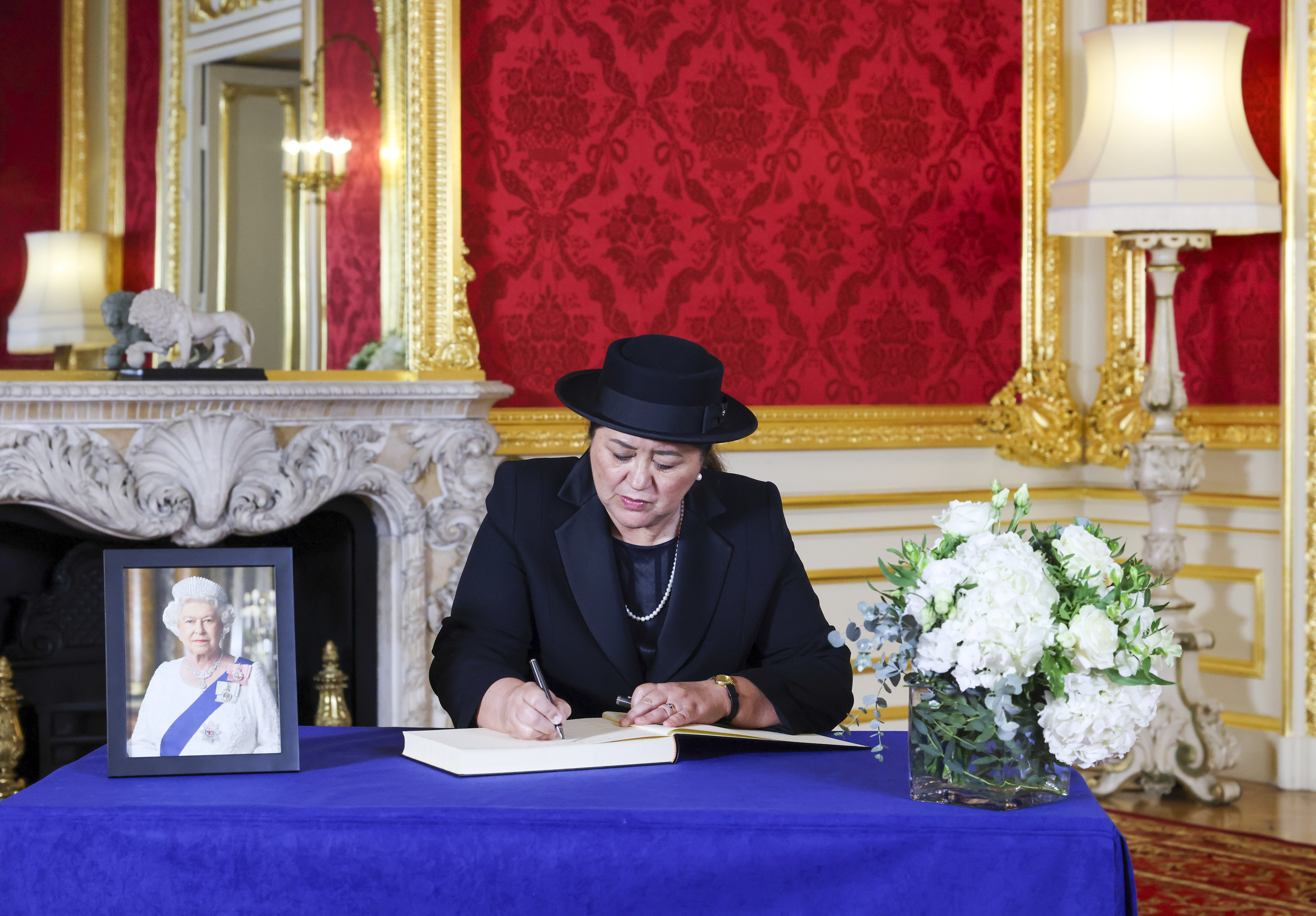
Le gouverneur général Dame Cindy Kiro signant à Lancaster House le livre de condoléances après la mort de la reine Élisabeth II (2022).

En tant qu'incarnation vivante de la Couronne, le souverain est considéré comme la personnification, ou la personnalité juridique, de l'État. En ce sens, l'État néo-zélandais est désigné sous le nom de « Sa Majesté le Roi du chef de Nouvelle-Zélande » (en anglais : His Majesty The King in Right of New Zealand). En tant que tel, le monarque est l'employeur de tout le personnel du gouvernement (y compris les juges, les membres des forces de défense, les officiers de police et les parlementaires), ainsi que le propriétaire de toutes les terres de l'État (appelées « terres de la Couronne »), de tous les bâtiments et équipements publics (appelés « biens de la Couronne »), des entreprises appartenant à l'État (appelées « sociétés de la Couronne ») et du droit d'auteur de toutes les publications gouvernementales (appelé « droit d'auteur de la Couronne »). En outre, les nouveaux employés de la Couronne, ainsi que les nouveaux citoyens néo-zélandais, sont tenus par la loi de réciter un serment d'allégeance au monarque, en réciprocité avec le serment du monarque à son couronnement.

## Rôle constitutionnel
La Constitution de la Nouvelle-Zélande est composée de divers statuts et conventions qui sont soit d'origine britannique, soit d'origine néo-zélandaise, et qui, ensemble, donnent à la Nouvelle-Zélande un système de gouvernement parlementaire dans lequel le roi est théoriquement investie des pouvoirs d'un monarque constitutionnel. Dans les faits, toutefois, tous ces pouvoirs sont exercés par le gouverneur général de Nouvelle-Zélande, représentant du roi, qui agit uniquement sur avis du Parlement et du gouvernement. Cependant, certaines fonctions restent propres au monarque (par exemple, donner la sanction royale à la nomination du gouverneur général) ou réclament à la fois l'accord du monarque et celui du gouverneur général. En outre, le monarque de Nouvelle-Zélande n'intervient jamais directement dans les affaires politiques.
Toutes les institutions gouvernementales travaillent sous l'autorité du monarque ; les vastes pouvoirs de la Couronne sont connus communément sous le nom de prérogative royale. L'approbation de la Chambre des représentants n'est pas requise pour l'exercice de la prérogative royale, et le consentement du monarque doit être obtenu avant que le Parlement puisse même débattre d'un projet de loi affectant ses prérogatives ou ses intérêts. Si la prérogative royale est étendue, elle n'est pas illimitée ; par exemple, le souverain n'a pas la prérogative d'imposer et de percevoir de nouveaux impôts, une telle action nécessitant le vote d'une loi au Parlement.

### Pouvoir exécutif

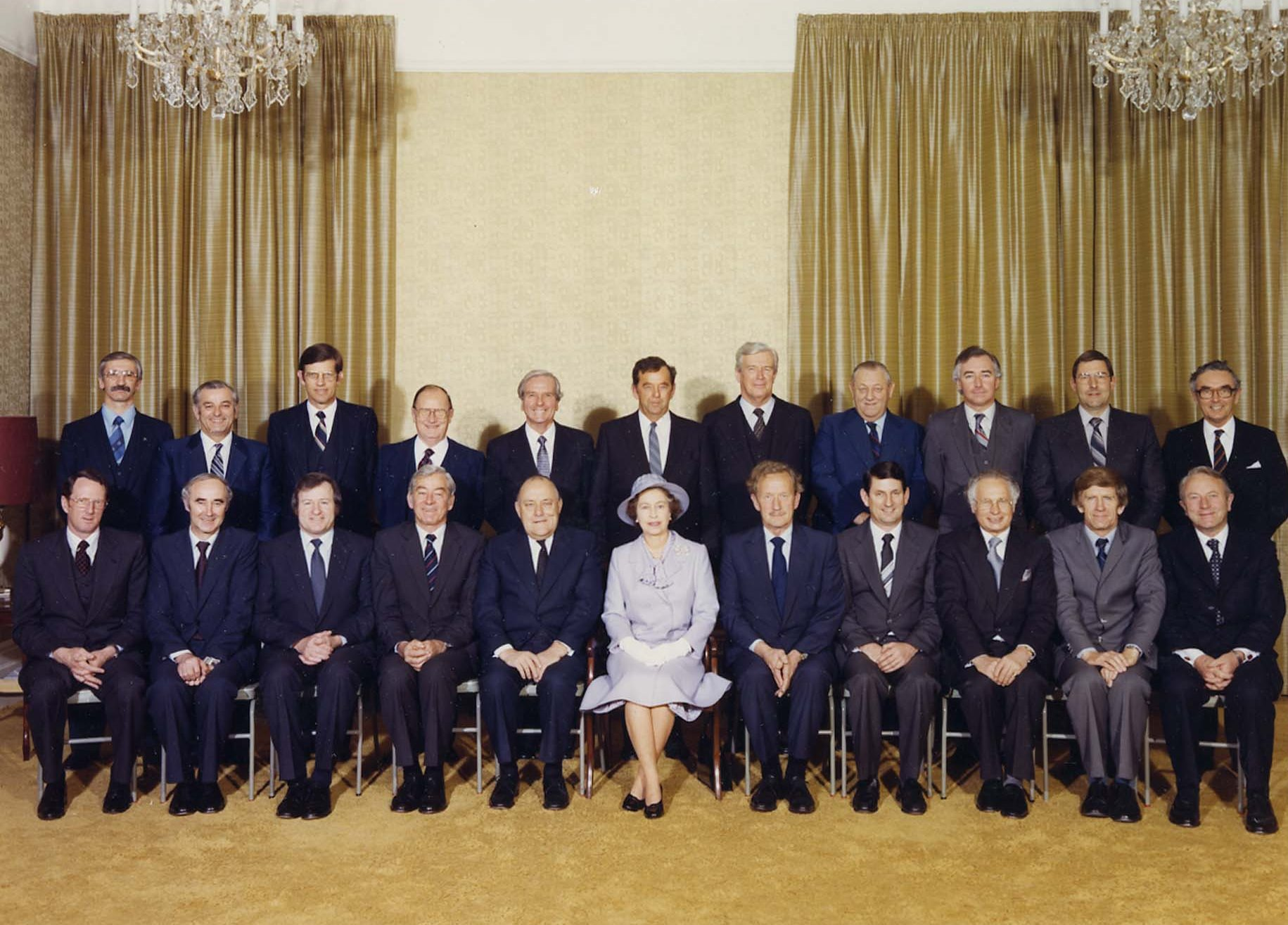
Le gouvernement réuni autour de la reine Élisabeth II (1981).

Le gouvernement de la Nouvelle-Zélande (officiellement appelé gouvernement de Sa Majesté) est défini par la loi constitutionnelle comme étant le monarque agissant sur les recommandations du Conseil exécutif (en). L'un des principaux devoirs de la Couronne est de veiller à ce qu'un gouvernement démocratique soit toujours en place, ce qui implique de nommer un Premier ministre qui dirige ensuite le Cabinet et est légalement tenu d'informer le gouverneur général des affaires de l'État.
Dans le cadre d'une monarchie constitutionnelle, l'avis des ministres est généralement contraignant. En effet, le monarque « règne mais ne gouverne pas ». Cela signifie que le rôle du monarque, et par conséquent celui du gouverneur général, est presque entièrement honorifique. Cependant, la prérogative royale appartient à la Couronne et non au gouvernement. Le monarque peut utiliser unilatéralement ces pouvoirs dans des situations exceptionnelles de crise constitutionnelle, lui permettant ainsi de s'assurer que le gouvernement agit en conformité avec la Constitution,,. Outre la nomination du gouverneur général (susmentionnée), l'assentiment royal est nécessaire pour l'attribution des distinctions honorifiques néo-zélandaises et pour tout changement du titre néo-zélandais du monarque.

### Pouvoir législatif

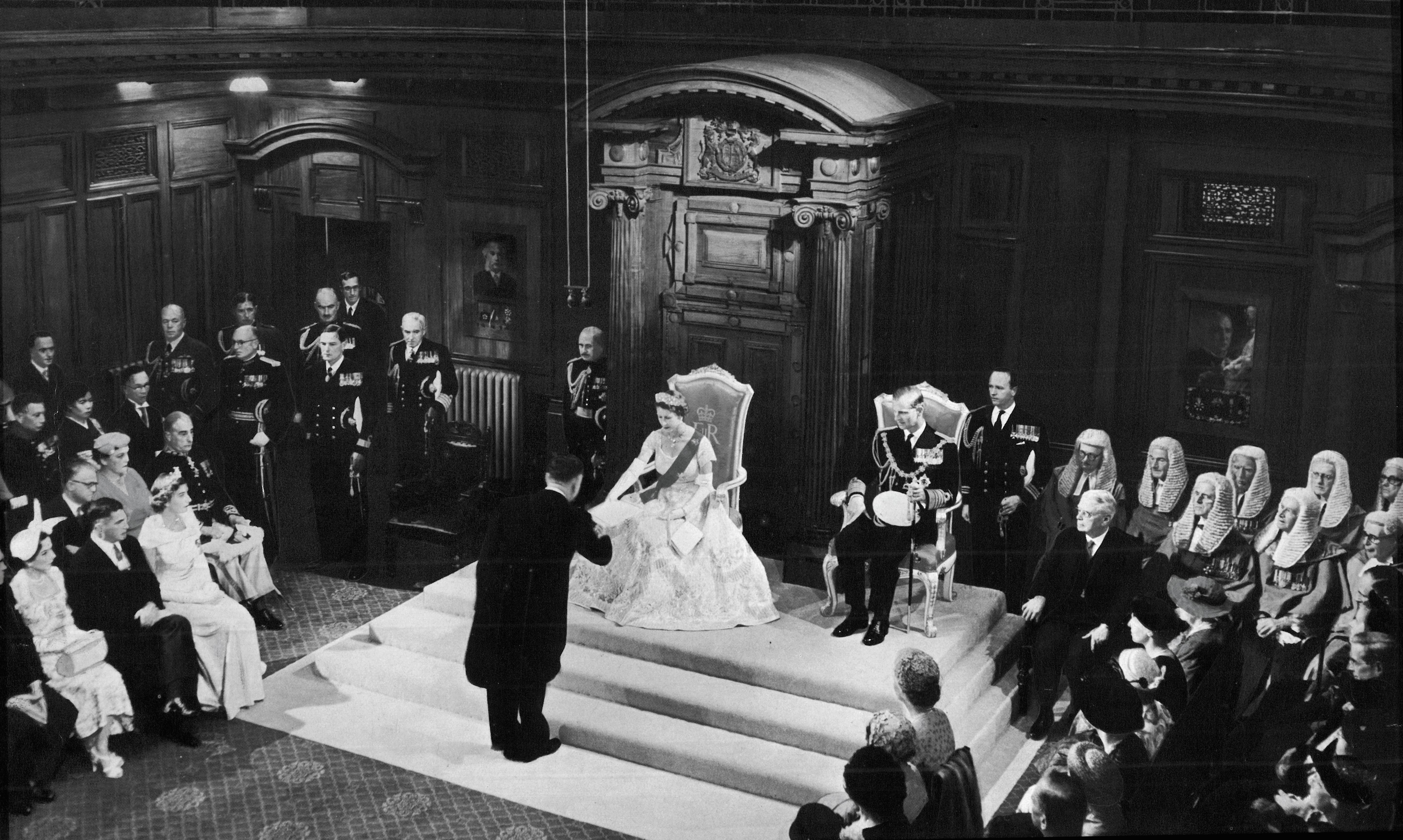
La reine Élisabeth II (1954) ouvrant une session du Parlement.

Le souverain est l'une des deux composantes du Parlement de Nouvelle-Zélande. Le monarque et le gouverneur général ne participent toutefois pas au processus législatif, sauf pour l'octroi de la sanction royale, qui est nécessaire pour qu'un projet de loi soit promulgué ; en principe, celle-ci n'est jamais refusée. Le monarque est par ailleurs chargé de convoquer et de dissoudre la Chambre des représentants. L'ouverture d'une session parlementaire est marquée par le discours du Trône, écrit par le Premier ministre et prononcé par le gouverneur général. Cependant, si le monarque est présent dans le pays au moment approprié, le gouvernement fait en sorte qu'il lise lui-même ce discours. Ainsi, la reine a personnellement ouvert le Parlement à sept reprises : en 1954, 1963, 1970, 1974, 1977, 1986 et 1990. Comme le monarque, et par extension le gouverneur général, est traditionnellement exclu de la Chambre des représentants, cette cérémonie a lieu dans la salle de l'ancien Conseil législatif, qui était jusqu'en 1950 la chambre haute du Parlement.
Malgré l'exclusion du souverain, les membres du Parlement doivent néanmoins lui exprimer leur loyauté et s'en remettre à son autorité, puisqu'un serment d'allégeance doit être récité par tous les nouveaux parlementaires lors de leur prise de fonction. En outre, l'opposition parlementaire est officiellement nommée la « loyale opposition de Sa Majesté », ce qui montre que, bien que ses membres soient opposés au gouvernement en place, ils restent fidèles au souverain.

### Pouvoir judiciaire
Le souverain est chargé de rendre la justice à tous ses sujets, et est donc traditionnellement considéré comme la source de la justice. Cependant, le monarque ne statue pas personnellement dans les affaires judiciaires ; les fonctions judiciaires de la prérogative royale sont exercées en confiance et au nom du monarque par des juges et des juges de paix. Le monarque est à l'abri de toute poursuite pénale, la notion de common law étant que le souverain « ne peut pas faire de mal ». Le monarque et le gouverneur général exercent la « prérogative royale de clémence » et peuvent gracier les infractions contre la Couronne, que ce soit avant, pendant ou après un procès.

## Rôle culturel

### Visites royales
En 1869, le prince Alfred, fils de la reine Victoria, est le premier membre de la famille royale à visiter la Nouvelle-Zélande. Après lui, viennent le duc et la duchesse de Cornouailles et d'York (devenus plus tard le roi George V et la reine Mary) en 1901, le prince de Galles (futur Édouard VIII) en 1920, le duc et la duchesse d'York (plus tard le roi George VI et la reine Elizabeth) en 1927, et le prince Henry, duc de Gloucester, en 1934-1935. Élisabeth II est le premier monarque régnant à poser le pied en Nouvelle-Zélande, qu'elle visite en 1953-1954 ; elle prononce son message de Noël depuis Government House à Auckland.

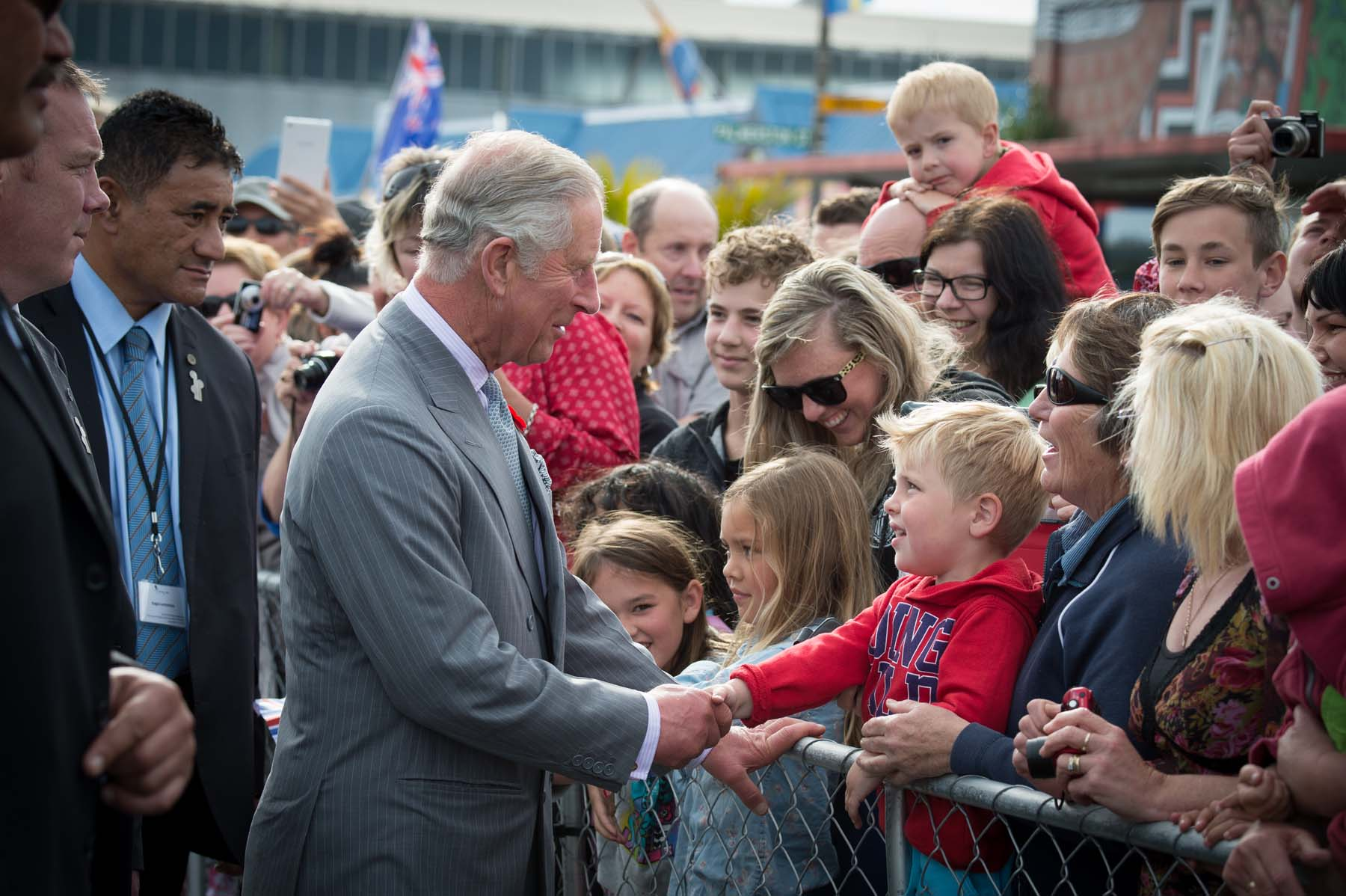
Le prince Charles salue une foule à Westport, le 7 novembre 2015.

Au total, Élisabeth II a visité la Nouvelle-Zélande à dix reprises, la dernière fois en 2002. Parmi les tournées royales effectuées par d'autres membres de la famille royale, figure aussi la visite de la princesse Anne en 1990, à l'occasion de la Journée de l'ANZAC. Le prince William représente la reine de Nouvelle-Zélande aux commémorations du 8 mai 1945 et du Jour de la victoire sur le Japon en 2005, et inaugure le nouveau bâtiment de la Cour suprême de Nouvelle-Zélande début 2010. Le prince de Galles et la duchesse de Cornouailles se rendent en Nouvelle-Zélande en 2012, durant leur tournée du jubilé de diamant d'Élisabeth II, puis de nouveau en 2015 et en 2019,,. Cette même année, le prince Harry est dépêché sur place à la suite des attentats de Christchurch. Le prince William s'y rend plus tard dans l'année afin de rendre hommage aux victimes et d'assister aux commémorations de la Journée de l'ANZAC.
Outre la Nouvelle-Zélande, le monarque et sa famille exercent régulièrement des fonctions publiques dans les quatorze autres royaumes dont elle est le monarque. Tous ces pays ne peuvent toutefois pas être représentés au même moment par une seule personne. De fait, en certaines occasions, Élisabeth II a pu représenter le Royaume-Uni tandis que son gouverneur général représentait la Nouvelle-Zélande.

### Politique étrangère
Le souverain ou le gouverneur général représente le pays à l'étranger : il conclut des traités, des alliances et des accords internationaux sur avis du Cabinet. Le gouverneur général, au nom du monarque, accrédite également les hauts-commissaires et les ambassadeurs de Nouvelle-Zélande, et reçoit les diplomates des États étrangers. Les lettres de créance et de rappel, autrefois émises par le monarque, sont désormais émises au nom du gouverneur général en exercice (contrairement à la pratique internationale habituelle, selon laquelle les lettres sont transmises d'un chef d'État à un autre). En outre, tous les passeports néo-zélandais sont délivrés au nom du monarque et restent sa propriété.

### New Zealand Defence Force
Constitutionnellement, le monarque est à la tête des forces de défense néo-zélandaises en tant que commandant en chef. En tant que représentant du souverain, le gouverneur général de Nouvelle-Zélande, est autorisé en vertu de la loi sur la défense de 1990 à exercer les pouvoirs appartenant au monarque et à utiliser le titre de commandante en chef. La position du souverain à la tête des forces de défense se reflète dans les navires de la marine néo-zélandaise qui portent le préfixe HMNZS (c'est-à-dire His Majesty's New Zealand Ship, ou Her Majesty's New Zealand Ship si le monarque est une femme), et dans l'obligation faite à tous les membres des forces armées de prêter serment d'allégeance au souverain, à ses héritiers et successeurs,. Le souverain et les membres de la famille royale agissent également en tant que colonels en chef de divers régiments de l'armée, des postes purement honorifiques reflétant la relation de la Couronne avec l'armée à travers la participation à des cérémonies militaires à la fois dans le pays et à l'étranger.

### Monarchie maorie

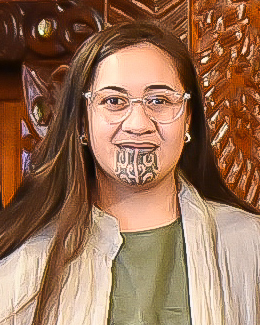
Ngā Wai Hono i te Pō, reine des Maoris depuis le 5 septembre 2024.

L'interaction entre les Maoris et la Couronne remonte à 1832, lorsque le roi Guillaume IV du Royaume-Uni a nommé James Busby comme résident britannique, afin de répondre aux inquiétudes des Maoris de la baie des Îles face à l'expansion des empires coloniaux européens dans la région. Le 28 octobre 1835, James Busby tient un hui (forum) à Waitangi, au cours duquel un drapeau est adopté pour la Nouvelle-Zélande, et une déclaration d'indépendance des « Tribus unies de Nouvelle-Zélande » est signée par trente-six chefs maoris ; tous deux sont reconnus l'année suivante par le roi dans une lettre à Lord Glenelg.
À la suite de la ratification de la déclaration par le Parlement britannique, en 1836, le Bureau des Colonies estime en 1839 qu'un traité de cessation devrait être signé avec les maoris pour que la Couronne britannique puisse obtenir la souveraineté sur la Nouvelle-Zélande. Le traité de Waitangi, signé en 1840 par des représentants de la Couronne et plus de 500 chefs maoris, est considéré comme le document fondateur de la nation.
En langue maorie, Élisabeth II est parfois appelée te kōtuku-rerenga-tahi. En 1953, pour son couronnement, la reine reçoit un manteau en plumes de kiwi, qu'elle porte lorsqu'elle assiste à un pōwhiri, cérémonie  traditionnelle maorie.
La reine Ngā Wai Hono i te Pō accède au trône maori le 5 septembre 2024, à la suite du décès de son père, Tūheitia Pōtatau Te Wherowhero VII. La monarchie maorie — reconnue par les monarchies polynésiennes — coexiste aujourd'hui sans conflit avec la monarchie néo-zélandaise, étant partiellement intégrée aux institutions politiques du royaume.

### Symboles
Les références à la monarchie sont omniprésentes dans la vie publique en Nouvelle-Zélande. Le principal symbole de la monarchie est le souverain lui-même — ainsi, le portrait de la reine Élisabeth II apparaît sur toutes les pièces de monnaie, sur le billet de vingt dollars,, et sur les timbres-poste. Au sein des royaumes du Commonwealth, le monarque est considéré comme le fons honorum (source d'honneurs). Ainsi, le souverain confère les récompenses et les honneurs néo-zélandais en tant que monarque de Nouvelle-Zélande, la plupart d'entre eux étant décernés sur l'avis du gouvernement de Sa Majesté. Des drapeaux sont également utilisés pour représenter l'autorité royale. Un étendard personnel à l'usage de la reine Élisabeth II en Nouvelle-Zélande est adopté en 1962 : il reprend les armoiries de la Nouvelle-Zélande, et au centre se trouve un disque bleu foncé portant son monogramme, le tout dans un chapelet de roses d'or. L'anniversaire officiel du roi est un jour férié en Nouvelle-Zélande ; il est célébré le premier lundi du mois de juin.
En outre, la Nouvelle-Zélande a hérité du Royaume-Uni l'hymne God Save the King (ou alternativement God Save the Queen), qui reste l'un des deux hymnes nationaux, avec God Defend New Zealand, mais il est généralement réservé aux cérémonies de la Journée de l'ANZAC et aux occasions officielles où le monarque ou un membre de la famille royale est présent. Il peut également être joué en présence du gouverneur général de Nouvelle-Zélande, en tant que représentant du monarque.